# درخشش تلویزیون را دیدم
درخشش تلویزیون را دیدم (به انگلیسی: I Saw the TV Glow)، یک فیلم مستقل آمریکایی در ژانر ترسناک فراطبیعی و فانتزی به نویسندگی و کارگردانی جین شونبران است که در سال ۲۰۲۴ منتشر شد. جاستیس اسمیث، برجیت لاندی پین، اما پورتنر، فرد درست و دنیل ددوایلر بازیگران فیلم هستند. اما استون و همسرش دیو مک‌کری تهیه‌کنندگی اثر را برعهده دارند و فیلم توسط شرکت فروت تری که متعلق به آن‌ها است تولید شد. ای۲۴ حق پخش فیلم در آمریکا را برعهده دارد. داستان فیلم دربارهٔ دو دانش‌آموز دبیرستانی مشکل‌افرین است که ارتباطی غیرعادی با یک برنامه تلویزیونی برقرار می‌کنند که باعث می‌شود واقعیت موجودی و هویت خود را زیر سؤال ببرند.
پس از فیلم یک درد واقعی، این دومین فیلمی است که استون در سال ۲۰۲۴ تهیه‌کنندگی کرده است. درخشش تلویزیون را دیدم نخستین بار در جشنواره فیلم ساندنس رونمایی شد و استقبال بسیار خوب منتقدان را به همراه داشت که آن را در زمینه فیلم‌نامه و کارگردانی تحسین کردند. مارتین اسکورسیزی در یادداشتی، فیلم را درخشان توصیف کرد. سایت اند ساوند آن را یازدهمین عنوان برتر سال ۲۰۲۴ در میان ۵۰ فیلم دانست.